# Hofmeierhaus Lesmona

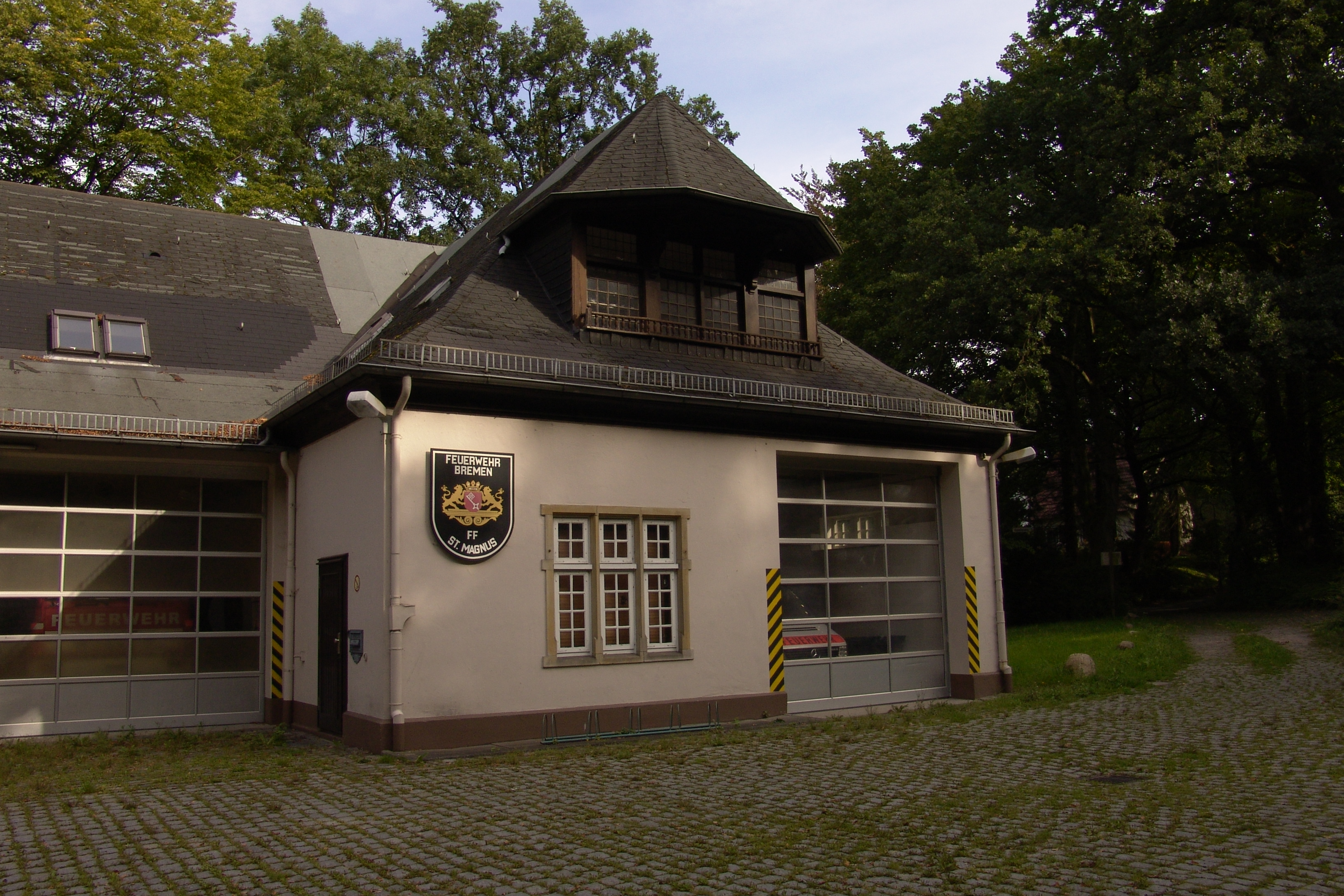
Frühere Feuerwache St. Magnus vor dem Umbau nach um 2015

Das Hofmeierhaus Lesmona befindet sich in Bremen, Stadtteil Burglesum, Ortsteil St. Magnus, Am Kapellenberg 7, in Knoops Park. Das Wohnhaus entstand um 1905 nach Plänen von Friedrich Wellermann und Paul Frölich. Es steht seit 2010 als Bestandteil der Denkmalgruppe Knoops Park unter Bremer Denkmalschutz.

## Geschichte
Das Hofmeierhaus gehörte mit dem Haus Lesmona zum Gut Lesmona, dessen Fläche in der südwestlichen Ecke des heutigen Knoops Park liegt. Das zweigeschossige, verputzte Haus mit einer Fahrzeughalle und seitlich angrenzenden Wohnräumen sowie  mit Krüppelwalmdach und Zierfachwerk im leicht auskragenden Obergeschoss wurde um 1905 in der Epoche des Historismus in einer U-Form vermutlich als Pförtnerhaus und hoher Remise für das Landgut Lesmona gebaut. Markant ist das giebelseitig weit auskragende Dach über dem Balkon des Obergeschosses und das achteckige Zeltdach über der eingeschossigen Feuerwache.
Ein Teil des Hauses wurde bis 2011 durch die Freiwillige Feuerwehr als Feuerwache St. Magnus genutzt. Heute (2018) befinden sich nach einem Um- und Anbau große Wohnungen im Gebäude.